# Административно деление на Либерия
Либерия е разделена на 15 окръга, всеки от който се дели на райони. Окръзите са:
1. Боми
2. Бонг
3. Гбарполу
4. Гранд Баса
5. Гранд Кейп Маунт
6. Гранд Гедех
7. Гранд Кру
8. Лофа
9. Маргиби
10. Мериленд
11. Монтсерадо
12. Нимба
13. Ривър Сес
14. Ривър Джий
15. Синое